# Dead by April
Dead by April er et metalcore band fra Göteborg I Sverige, dannet i Februar 2007 af Pontus Hjelm aog Jimmie Strimell. De nuværende bandmedlemmer er Christoffer "Stoffe" Andersson, Zandro Santiago, Marcus Wesslén, Marcus Rosell samt Pontus Hjelm. De udgav deres debut album i Maj 2009. I 2010 forlod de to guitarister, Pontus Hjelm og Johan Olsson bandet. Selvom Pontus ikke længere var officielt i bandet, var han stadig bandets sangskriver sammen med Jimmie. Dog blev han studie guitarist, og senere hen permanent medlem igen. I Marts 2013, forlod forsanger Jimmie Strimell bandet på grund af personlige problemer.  

## Medlemmer
Nuværende medlemmer
- Christoffer Stoffe Andersson - scream (2013-nu)
- Marcus Rosell - trommer  (2014-nu)
- Marcus Wesslén - basguitar (2008-nu)
- Pontus Hjelm - guitar (2007-2010; 2011-nu), keyboard (2012-nu)

Studie/touring medlemmer
- Joel Nilsson - guitar (2010)
- Jonas Ekdahl - trommer (2010)
- Marcus Rosell - trommer (2011)
- André Gonzales - guitar (2012)

Tidligere medlemmer
- Jimmie Strimell - scream og vocaler (2007-2013)
- Zandro Santiago - vocaler (2010-2014)
- Johan Olsson - guitar, baggrunds scream (2007-2010)
- Henric Carlsson - bas (2007)
- Martin Meyerman - guitar
- Alexander Svenningson - trommer (2007-2014)

## Diskografi

### Albums
- Dead by April – 2009
- Incomparable – 2011
- Let The World Know - 2014
- Worlds Collide - 2017

### Singler
- Losing You – 2009
- What Can I Say - 2009
- Angels of Clarity - 2009
- Within My Heart - 2011
- Lost - 2011
- Calling - 2011
- Mystery – 2012
- Freeze Frame - 2013
- As A Butterfly - 2013
- Empathy - 2013
- Breaking Point - 2016
- My Heart Is Crushable - 2017
- Warrior - 2017
- Numb (Linkin Park cover) - 2017
- Memory - 2020
- Bulletproof - 2020
- Heartbeat Failing - 2021
- Collapsing - 2021